# لوازم خانگی کوچک

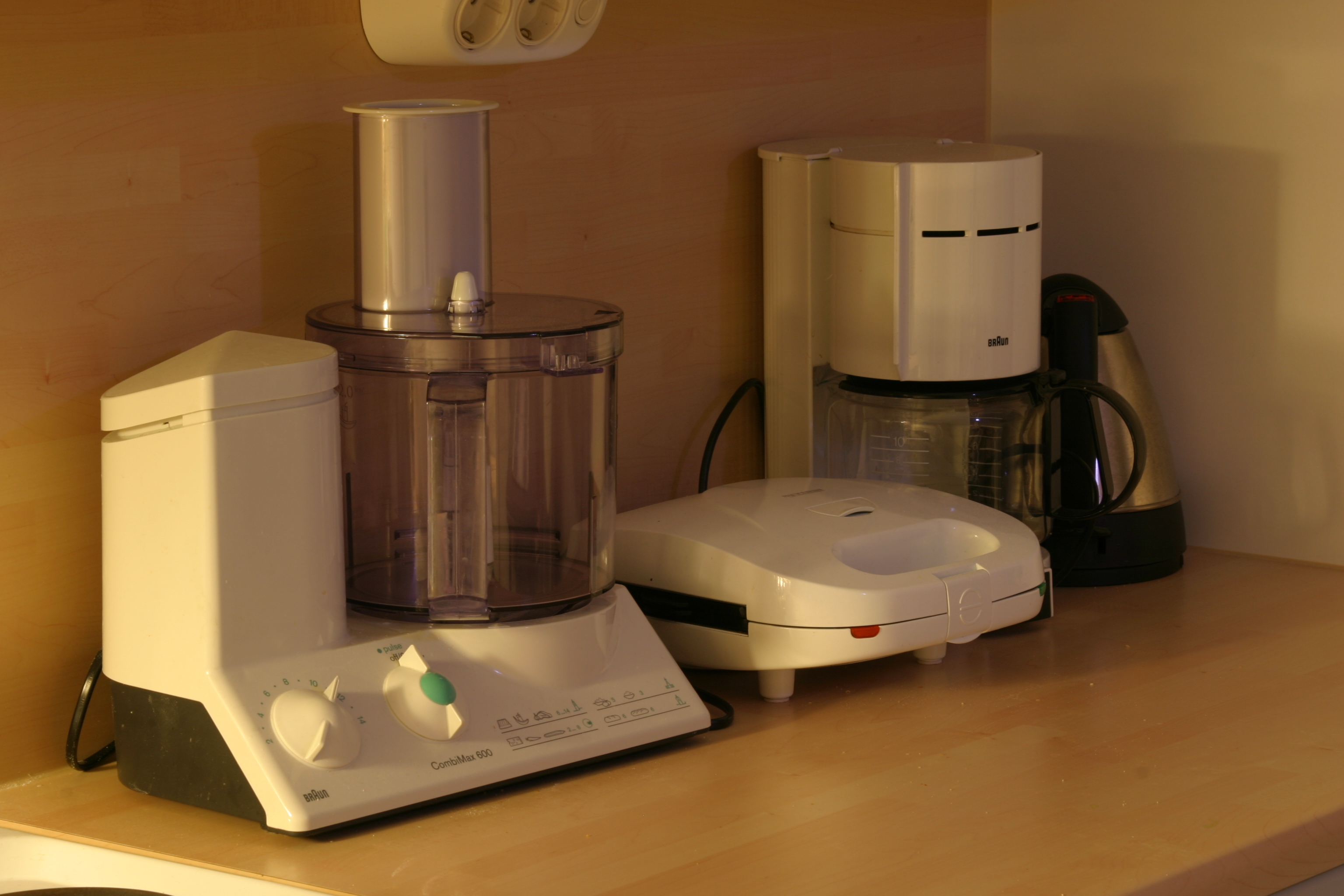
وسایل کوچک آشپزخانه: غذاساز، اتو وافل، قهوه ساز و کتری برقی

لوازم خانگی کوچک (انگلیسی: Small appliance) به لوازمی گفت می‌شود که اندازه کوچکی دارند و به راحتی قابل جابجایی هستند. برای نمونه می‌توان به دستگاه مایکروویو، توستر، رطوبت‌ساز، غذاساز و قهوه ساز اشاره کرد. اما در مقابل وسایلی مثل یخچال در رده لوازم خانگی بزرگ قرار دارد که به سختی می‌توان جابجا کرد.